# Torre Orsaia
Torre Orsaia là một đô thị (comune) thuộc tỉnh Salerno trong vùng Campania của Ý. Torre Orsaia có diện tích 23 km2, dân số là 2394 người (thời điểm ngày 31 tháng 12 năm 2007).